# Protestes propalestines a campus universitaris del 2024
L'abril del 2024 van començar a produir-se nombroses protestes dins de campus universitaris com a part de les protestes de la guerra entre Israel i Gaza del 2023. L'escalada va començar després de les detencions massives a l'ocupació del campus de la Universitat de Colúmbia, liderades per grups antisionistes, en què els manifestants van exigir la desinversió d'Israel per part de la universitat pel genocidi de palestins a Gaza. Als Estats Units, més de 2.950 manifestants han estat arrestats, inclosos professors, en més de 60 campus universitaris. El 29 d'abril les protestes van arribar al País Valencià amb una acampada i concentracions a la Universitat de València. El 7 de maig, les protestes es van estendre per Europa amb detencions massives als Països Baixos. El 12 de maig, s'havien establert vint campaments al Regne Unit i entre universitats d'Austràlia i el Canadà.
Les diferents demandes inclouen la ruptura dels llaços financers amb Israel, la transparència sobre els llaços financers, la fi de les associacions amb les institucions israelianes i l'amnistia per a manifestants. Les universitats han suspès i expulsat estudiants. Algunes universitats han confiat en la policia per dissoldre per la força els campaments i posar fi a les ocupacions d'edificis, mentre que d'altres van fer acords amb els manifestants perquè els campaments fossin desmantellats. Les ocupacions han provocat el tancament de la Universitat de Colúmbia, Cal Poly Humboldt i la Universitat d'Amsterdam; la Universitat Estatal de Portland va aturar els llaços financers amb Boeing pels seus llaços amb Israel; Trinity College Dublin acceptant posar fi a determinades inversions en empreses israelianes. Les cerimònies de graduació d'algunes universitats es van cancel·lar.
Més de 200 grups han expressat el seu suport a les protestes, així com el senador Bernie Sanders i diversos sindicats. Les protestes també van rebre el suport del líder suprem de l'Iran Ali Khamenei. La resposta policial a les protestes ha estat criticada per diverses organitzacions drets humans. S'estima que el 8% dels estudiants universitaris han participat en protestes, el 97% d'ells s'han mantingut no violents i el 28-40% dels estatunidencs donen suport a les protestes amb un 42-47% en contra. Les protestes s'han comparat amb les protestes anti-Vietnam i de 1968.
Els partidaris d'Israel i alguns estudiants jueus han expressat la seva preocupació per incidents antisemites durant o al voltant de les protestes, fet que ha provocat condemnes de líders com el president Joe Biden, el primer ministre dels Països Baixos Mark Rutte i el primer ministre israelià Benjamin Netanyahu. Diversos estudiants i professors que han participat en les protestes, molts dels quals són jueus, han dit que les protestes no són antisemites. Els manifestants i els seus aliats han criticat la disposició de moltes administracions universitàries com a perpetuació d'una "excepció palestina" a la llibertat acadèmica.

## Als Països Catalans

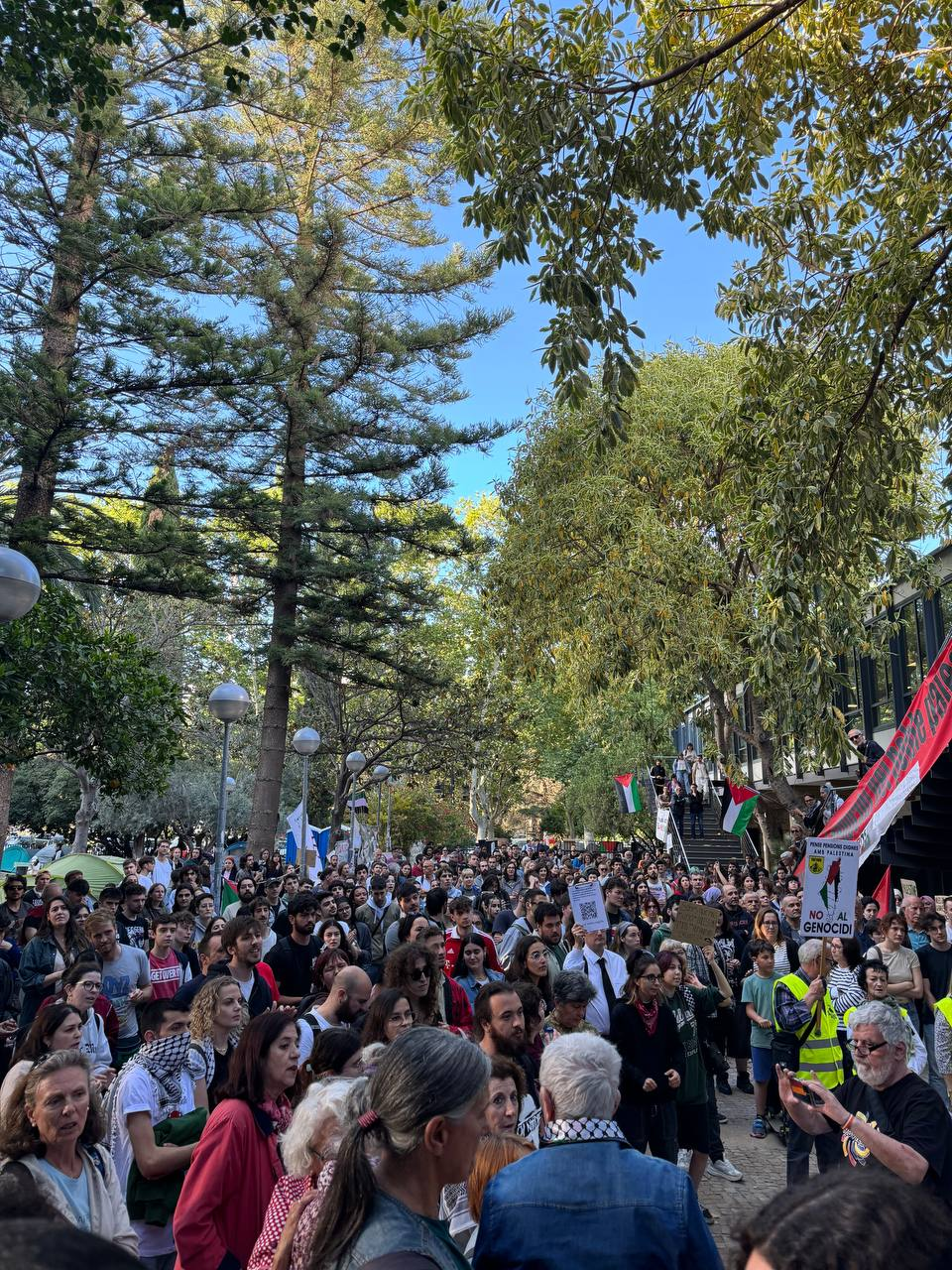
Concentració a la Facultat de Filosofia i Ciències de l'Educació de la Universitat de València.

Les protestes a campus universitaris dels Països Catalans van començar amb una acampada a la Universitat de València el 29 d'abril del 2024, que va anar acompanyada de diverses concentracions dirigides a la universitat i a l'estat espanyol. També es van produir accions a la majoria d'universitats dels Països Catalans.